# Posliberalismo
El posliberalismo es una filosofía política emergente que critica y busca ir más allá del paradigma liberal dominante de finales del siglo XX y principios del XXI. Los defensores argumentan que el liberalismo, con su énfasis en los derechos individuales, los mercados libres y el gobierno limitado, no ha logrado abordar adecuadamente los desafíos sociales como la desigualdad económica, la desintegración familiar y la percepción de pérdida de cohesión comunitaria y social.
Los posliberales abogan por un enfoque más comunitario que priorice el bien común, la solidaridad social y el cultivo de la virtud, a menudo basándose en marcos morales y religiosos tradicionales. Suelen ser escépticos respecto del individualismo sin restricciones y, en cambio, ven a los individuos como personas más estrechamente vinculadas a redes de obligaciones en familias, comunidades, tribus y religiones, y abogan por un papel más importante del Estado en la configuración de la cultura y la promoción de valores compartidos. Los pensadores posliberales provienen tanto de la izquierda como de la derecha, y el movimiento está asociado con una amplia gama de ideas, incluido el nacionalismo económico, el localismo y una crítica de la democracia liberal en sí.

## Historia
El posliberalismo se desarrolló por primera vez en el Reino Unido a partir de un movimiento dentro del Partido Laborista llamado Blue Labour.  Los primeros teóricos británicos incluyeron a John Gray, Maurice Glasman, Phillip Blond, Adrian Pabst, John Milbank y Jon Cruddas.  El posliberalismo británico sigue siendo una ideología ampliamente de centroizquierda que surgió del socialismo cristiano. En la década de 2020, algunas facciones dentro del Partido Conservador han adoptado elementos del posliberalismo y del conservadurismo nacional. En Estados Unidos, el posliberalismo ha sido más influyente entre los conservadores críticos de la síntesis fusionista de los mercados libres y los valores tradicionales que se desarrolló en la década de 1950, como Patrick Deneen, Rod Dreher y Adrian Vermeule, así como el filósofo conservador israelí Yoram Hazony.  

## Ideología

### Comunitarismo
Basándose en una lectura de los teóricos del contrato social como Thomas Hobbes y John Locke, así como JS Mill y John Rawls, los posliberales sostienen que el liberalismo promueve un individualismo atomizado en desacuerdo con la sociabilidad humana.  Patrick Deneen sostiene que el liberalismo, si bien reivindica la neutralidad, influye en las personas para que aborden los compromisos y las relaciones con flexibilidad, tratándolos como intercambiables y abiertos a la renegociación, fomentando así las conexiones laxas. 

### Pluralismo
Los posliberales también cuestionan la concepción liberal del Estado como árbitro neutral entre intereses en competencia. Argumentan que el Estado debería promover activamente una visión particular de la buena vida, basada en los valores y tradiciones de la comunidad a la que sirve. Esto puede implicar medidas para proteger y promover instituciones tradicionales como la familia, la religión y las asociaciones locales, así como un enfoque más restrictivo de cuestiones como la inmigración y la diversidad cultural. «Los posliberales rechazan la ficción de un Estado puramente neutral y sugieren en cambio que el Estado debería desempeñar un papel activo en la promoción del bien común y la garantía de la cohesión social».
Filósofos liberales como John Rawls han caracterizado al liberalismo como un régimen político en el que el Estado es (o debería intentar ser) neutral con respecto a los valores personales y las concepciones de la buena vida. Patrick Deneen critica esta afirmación y sostiene que ninguna sociedad «puede, en última instancia, ser neutral en cuestiones sobre lo que valoramos como sociedad. Si vamos a ser una sociedad en cualquier sentido, si vamos a ser una especie de orden en cualquier sentido, siempre habrá creencias y compromisos fundamentales que serán predominantes».

### Libre mercado
El filósofo británico John Gray ha sostenido que «el libre mercado sin restricciones y la globalización socavaron los cimientos mismos de una economía moderna de mercado abierto». Patrick Deneen argumentó de manera similar:
La expansión del liberalismo se basa en un círculo vicioso y reforzador en el que la expansión del Estado asegura el fin de la fragmentación individual, lo que a su vez requiere una mayor expansión del Estado para controlar una sociedad sin normas, prácticas ni creencias compartidas. Por lo tanto, el liberalismo requiere cada vez más de un régimen legal y administrativo, impulsado por el imperativo de reemplazar todas las formas no liberales de apoyo al florecimiento humano (como las escuelas, la medicina y la caridad) y vaciar cualquier sentido profundamente arraigado de futuro o destino compartido entre la ciudadanía.

### Relaciones internacionales
Los enfoques posliberales de las relaciones internacionales y la política global han sido desarrollados más plenamente por John Milbank, Adrian Pabst y Patrick J. Deneen. El posliberalismo atribuye la crisis de las relaciones internacionales a un liberalismo cada vez más intenso que, según afirma, se debilita a sí mismo. A diferencia de la perspectiva de John Ikenberry, que postula que el orden internacional liberal está amenazado por fuerzas iliberales y requiere más liberalismo para contrarrestar esta amenaza, los posliberales perciben el ascenso de las fuerzas iliberales como una respuesta a lo que consideran contradicciones inherentes al liberalismo. Pabst sugiere que el surgimiento del populismo y de los Estados civilizatorios refleja una reacción contra la política global que, en su opinión, descuida las preocupaciones nacionales y locales, idealiza visiones utópicas sobre lugares reales y enfatiza la identidad individual a expensas de la pertenencia compartida. Argumentan que el liberalismo, que ya no promueve un bien sustantivo, se vuelve ambiguo, fomentando las libertades individuales pero sin lograr gestionar las fuerzas resultantes tanto a nivel internacional como nacional. Según este punto de vista, el liberalismo carece de un propósito inherente y predeterminado.
Algunos académicos consideran que el orden liberal liderado por Estados Unidos establecido después de la Segunda Guerra Mundial refleja la trayectoria del liberalismo interno. Milbank y Pabst sostienen que la hegemonía estadounidense trata a los Estados-nación como egos liberales de gran escala, basados en el individualismo y el voluntarismo estadounidenses, y difundidos a través de medios imperiales para alcanzar objetivos nacionales. Desde la década de 1970, sostienen, la gobernanza global ha fortalecido el poder estatal y ampliado las libertades individuales a nivel nacional, al tiempo que ha disminuido la toma de decisiones local y distanciado la autoridad de los foros democráticos nacionales. Según su análisis, «el liberalismo de la Ilustración amenaza irónicamente con convertir la guerra en una acción ilimitada contra un enemigo de la civilización como tal», lo que resuena con las ideas del jurista alemán Carl Schmitt.  Creen que este universalismo liberal expansionista ha contribuido al surgimiento de bloques civilizacionales. 

## Crítica
Los críticos argumentan que especificar el contenido del bien común en las sociedades actualmente pluralistas presenta desafíos. Los críticos liberales sostienen que las versiones más estatistas del posliberalismo corren el riesgo de limitar excesivamente la libertad individual en sus visiones de utilizar el poder estatal para imponer una concepción sustantiva del bien, mientras que otros posliberales apuntan a una comprensión más pluralista.
Los críticos de izquierda argumentan que el posliberalismo respalda actitudes socialmente reaccionarias y que esto es moralmente objetable. El historiador socialista Chris Wright sostiene que la derecha política sólo está interesada en los intereses de la clase dominante, el capitalismo y las empresas, en lugar del bien común, por lo que Wright cree que «debido a su supuesto interés en el bien público pero su orientación conservadora (republicana), el posliberalismo es en última instancia incoherente». El crítico socialista JJ Porter ha acusado al posliberalismo de, en última instancia, socavar sus propias condiciones de posibilidad, diciendo que «quiere preservar muchos de los frutos del liberalismo mientras elimina la estructura de la que crecen».
Los críticos de la derecha prolibre mercado sostienen que la aceptación por parte del posliberalismo de la planificación y la regulación económica y el escepticismo respecto del libre mercado corren el riesgo de dañar el crecimiento económico. Otros críticos conservadores observaron que el posliberalismo subestima la importancia de la libertad individual y los beneficios económicos del capitalismo de libre mercado.

## Relación con otras ideologías
Algunos elementos de las ideas políticas posliberales han sido fundamentales para el desarrollo del Partido Laborista Azul y, más recientemente, del conservadurismo nacional y de las facciones dentro del Partido Conservador británico.  Muchos analistas también han identificado la influencia sustancial de la enseñanza social católica en el propio posliberalismo.  Algunos estudiosos han señalado la influencia del historiador y crítico cultural estadounidense Christopher Lasch en el posliberalismo. 

### Feminismo posliberal
Las feministas posliberales como Louise Perry, Nina Power, Christine Emba y Mary Harrington sostienen que la revolución sexual de la década de 1960 dio lugar a un conjunto de éticas y normas sexuales que priorizaron la autonomía individual, los derechos reproductivos y el libertinaje sexual y que esto ha resultado perjudicial para las mujeres.    

## Impacto en la política
Muchos consideran que el primer ministro húngaro, Viktor Orbán, y su partido político, Fidesz, tienen un carácter posliberal o nacional conservador.  En un discurso pronunciado por Orbán el 14 de septiembre de 2023, dijo: «La era posliberal que esperamos, que sustituirá a la actual era progresista-liberal, no llegará automáticamente. Alguien tiene que hacerla realidad. ¿Y quién la hará realidad, si no nosotros?».
En el Reino Unido, muchos miembros de la facción Nuevos Conservadores del Partido Conservador, como Danny Kruger y Miriam Cates, se han identificado con el posliberalismo o han sido considerados por otros como alineados con él. En la izquierda británica, la tradición del Laborismo Azul ha incluido a algunos miembros del Parlamento o pares vitalicios en la Cámara de los Lores, entre ellos Jon Cruddas y Lord Maurice Glasman, mientras que los escritores posliberales Adrian Pabst y Sebastian Milbank han argumentado que el líder del Partido Laborista, Sir Keir Starmer, ha mostrado cierto interés en las políticas defendidas por los pensadores del Laborismo Azul. 
En Estados Unidos, varios políticos republicanos han sido identificados con ideas posliberales y conservadoras nacionales, en particular el vicepresidente J. D. Vance,  y los senadores Josh Hawley y Marco Rubio.  